# This Ain't a Love Song
This Ain't a Love Song è una canzone dei Bon Jovi, scritta da Jon Bon Jovi, Richie Sambora e Desmond Child. È stata estratta come primo singolo dal sesto album in studio del gruppo, These Days, nel maggio del 1995. Il brano rappresenta un esempio della forte influenza rhythm and blues che Jon Bon Jovi e Richie Sambora hanno voluto dare all'album. Ha raggiunto la posizione numero 14 della Billboard Hot 100 e la numero 11 della Mainstream Top 40, diventando l'unica hit estratta da These Days ad entrare nella top 20 delle classifiche statunitensi. Altrove, si è posizionata al primo posto in Finlandia, al sesto nel Regno Unito, al secondo in Canada e al quarto in Australia.
La canzone è stata registrata dai Bon Jovi anche in lingua spagnola, con il titolo Como Yo Nadie Te Ha Amado. Nonostante ne siano state fatte molte re-interpretazioni, la più riuscita cover in tale lingua è stata quella della cantante messicana Yuridia, che la inserì nel suo album Habla El Corazón nel 2006.

## Esibizioni dal vivo
This Ain't a Love Song è stata eseguita con regolarità dai Bon Jovi solamente durante i concerti del These Days Tour nel biennio 1995-96, in cui fu spesso posta come ultima canzone in scaletta. Un esempio di ciò lo si ha nel video concerto Live from London. Successivamente, però, il brano venne quasi del tutto dimenticato dal gruppo stesso; non fu infatti mai suonato nelle successive quattro tournée del gruppo: il Crush Tour, lo One Wild Night Tour, il Bounce Tour e lo Have a Nice Day Tour. La canzone ritornò ad essere eseguita dal vivo solo il 19 giugno 2008, durante una tappa del Lost Highway Tour in Danimarca, a dodici anni di distanza dalla sua ultima comparsa in un concerto dei Bon Jovi. Il 29 giugno del 2013, dopo essere stata richiesta dal pubblico, ha chiuso il concerto dei Bon Jovi allo Stadio San Siro di Milano.

## Video musicale
Il video musicale della canzone è stato diretto da Andy Morahan e girato in una zona esotica della Thailandia, in cui vengono mostrati i Bon Jovi mentre eseguono il brano. Esiste una versione alternativa del video, in cui viene mostrato un uomo, ex-soldato reduce del Vietnam, che torna per cercare una donna della quale si era innamorato in guerra trent'anni prima. Alla fine, lui viene picchiato da dei malviventi e viene salvato da una ragazza che si rivela essere figlia di quella donna, nonché sua stessa figlia.

## Tracce
CD promozionale
1. This Ain't a Love Song (versione ridotta) – 4:20 (Jon Bon Jovi, Richie Sambora, Desmond Child)
2. This Ain't a Love Song (AC Mix) – 4:20 (Bon Jovi, Sambora, Child)
3. This Ain't a Love Song – 5:07 (Bon Jovi, Sambora, Child)

Versione britannica
1. This Ain't a Love Song – 5:07 (Bon Jovi, Sambora, Child)
2. When She Comes – 3:29 (Bon Jovi, Sambora, David Bryan)
3. Wedding Day – 4:58 (Bon Jovi, Sambora)
4. Prostitute – 4:28 (Bon Jovi, Sambora)

Versione tedesca
1. This Ain't a Love Song – 5:07 (Bon Jovi, Sambora, Child)
2. Prostitute – 4:28 (Bon Jovi, Sambora)
3. Lonely at the Top – 4:14 (Bon Jovi, Sambora)
4. When She Comes – 3:29 (Bon Jovi, Sambora, Bryan)
5. The End – 3:39 (Bon Jovi, Sambora, Bryan)

Musicassetta
1. This Ain't a Love Song – 5:07 (Bon Jovi, Sambora, Child)
2. Always (Live at A&M Studios) – 4:45 (Bon Jovi)
3. Prostitute (Demo) – 4:28 (Bon Jovi, Sambora)

## Classifiche

### Classifiche settimanali
| Classifica (1995)                | Posizione massima |
| -------------------------------- | ----------------- |
| Australia                        | 4                 |
| Austria                          | 6                 |
| Belgio (Fiandre)                 | 11                |
| Belgio (Vallonia)                | 8                 |
| Canada                           | 2                 |
| Europa                           | 5                 |
| Finlandia                        | 1                 |
| Francia                          | 8                 |
| Germania                         | 9                 |
| Giappone                         | 46                |
| Giappone (international)         | 1                 |
| Irlanda                          | 5                 |
| Italia                           | 11                |
| Norvegia                         | 8                 |
| Nuova Zelanda                    | 25                |
| Paesi Bassi                      | 3                 |
| Regno Unito                      | 6                 |
| Stati Uniti                      | 14                |
| Stati Uniti (adult contemporary) | 22                |
| Stati Uniti (pop)                | 11                |
| Stati Uniti (radio)              | 27                |
| Svezia                           | 12                |
| Svizzera                         | 4                 |

### Classifiche di fine anno
| Classifica (1995) | Posizione |
| ----------------- | --------- |
| Austria           | 31        |
| Belgio (Fiandre)  | 56        |
| Belgio (Vallonia) | 48        |
| Canada            | 13        |
| Germania          | 77        |
| Italia            | 92        |
| Paesi Bassi       | 53        |
| Stati Uniti       | 70        |
| Svezia            | 78        |
| Svizzera          | 21        |